# Will Kymlicka
Will Kymlicka (født 1962) er en canadisk liberalistisk filosof.
Han modtog sin bachelor i filosofi og politisk teori fra Queen's University i Kingston, Canada i 1984, og sin ph.d. i filosofi fra University of Oxford i 1987. Han har skrevet flere indflydelsesrige bøger om kultur, race og politik, som er blevet oversat til flere andre sprog.
Han er i øjeblikket ansat som professor i filosofi ved Queen's University.

## Udvalgte publikationer
- Politics in the Vernacular: Nationalism, Multiculturalism, Citizenship (Oxford: Oxford University Press, 2001). ISBN 0-19-924098-1
- Finding Our Way: Rethinking Ethnocultural Relations in Canada (Oxford: Oxford University Press, 1998). ISBN 0-19-541314-8
- Multicultural Citizenship: A Liberal Theory of Minority Rights (Oxford: Oxford University Press, 1995). ISBN 0-19-829091-8
- Contemporary Political Philosophy: An Introduction (Oxford: Oxford University Press, 1990/2001). ISBN 0-19-878274-8
- Liberalism, Community, and Culture (Oxford: Oxford University Press, 1989/1991). ISBN 0-19-827871-3